# C28H31ClN2O3
化学式C28H31ClN2O3（摩尔质量：479.01 g/mol）可能指：
- 罗丹明B，CAS号：81-88-9
- 羅丹明6G，CAS号：989-38-8

|  | 这个同类索引页列出了具有相同分子式的化学物（即同分異構體）条目。 除非您是有意链接至本页，否则应将相应条目的内部链接指向正确的条目。 |